# Латерца
Латерца (італ. Laterza) — муніципалітет в Італії, у регіоні Апулія,  провінція Таранто.
Латерца розташована на відстані близько 390 км на схід від Рима, 55 км на південь від Барі, 45 км на північний захід від Таранто.
Населення — 15 272 особи (2014).
Щорічний фестиваль відбувається 20 травня. Покровитель — Maria SS. Mater Domini.

## Демографія
Населення за роками:

Станом на 1 січня 2023 року в муніципалітеті офіційно проживало 265 іноземців з 25 країн, серед них 93 громадяни країн Євросоюзу та 1 громадянин України.

## Сусідні муніципалітети
- Кастелланета
- Джиноза
- Джоя-дель-Колле
- Матера
- Сантерамо-ін-Колле